# میمون‌های جهنده
تیتی (نام علمی: Callicebus) نام یک سرده از تیره لخت‌صورتان است.